# Ksenia Palkina
Ksenia Palkina, née le 13 décembre 1989 à Khabarovsk, est une joueuse de tennis kirghize professionnelle.
Son meilleur résultat est un quart de finale à l'Open de Tachkent en 2007.
L'année suivante, lors du même tournoi, elle bat la tête de série numéro deux du tournoi, Olga Govortsova, alors qu'elle sortait des qualifications.
Sur le circuit ITF, elle a remporté 8 titres en simple et 19 en double.

## Biographie
Elle est arrêtée (avec Albina Khabibulina) par la police française à Clermont-Ferrand et mise en garde à vue le 24 septembre 2019, soupçonnée d'avoir participé à des matches truqués lors d'un tournoi à Gonesse quelques mois auparavant. Suspendue provisoirement depuis cette date, elle est finalement condamnée à 16 ans de suspension — dont six avec sursis — et à 100 000 dollars (95 000 euros) d'amende.

## Palmarès

### Titre en simple dames
Aucun

### Finale en simple dames
Aucune

### Titre en double dames
Aucun

### Finale en double dames
Aucune

## Classements WTA en fin de saison
| Année          | 2005 | 2006 | 2007 | 2008 | 2009 | 2010 | 2011 | 2012 | 2013 | 2014 | 2015 | 2016 | 2017 |
| Rang en simple | 863  | 625  | 290  | 224  | 193  | 267  | 479  | 437  | 356  | 525  | 438  | 831  | 603  |
| Rang en double | 720  | 412  | 247  | 238  | 214  | 192  | 413  | 558  | 211  | 395  | 483  | 653  | 352  |

Source : (en) Classements de Ksenia Palkina sur le site officiel de la Fédération internationale de tennis